# Metridiochoerus
Metridiochoerus is een geslacht van uitgestorven zoogdieren, dat voorkwam van het Laat-Plioceen tot het Vroeg-Pleistoceen.

## Beschrijving
Dit anderhalve meter lange knobbelzwijn was een tijdgenoot van de vroege mensen. Het dier had een zware kop met kaken, die bezet waren met vier indrukwekkende hoektanden, die naar opzij uitstaken. Deze omhoog gebogen slagtanden waren gevaarlijke wapens tegen eventuele aanvallers. De hoogkronige kiezen bevatten een knobbelpatroon, dat nogal ingewikkeld was.

## Leefwijze
Dit dier leefde in Oost-Afrika. Het had een omnivore leefwijze.

## Vondsten
Resten van dit dier werden gevonden in Afrika (Tanzania).